# Nanoq

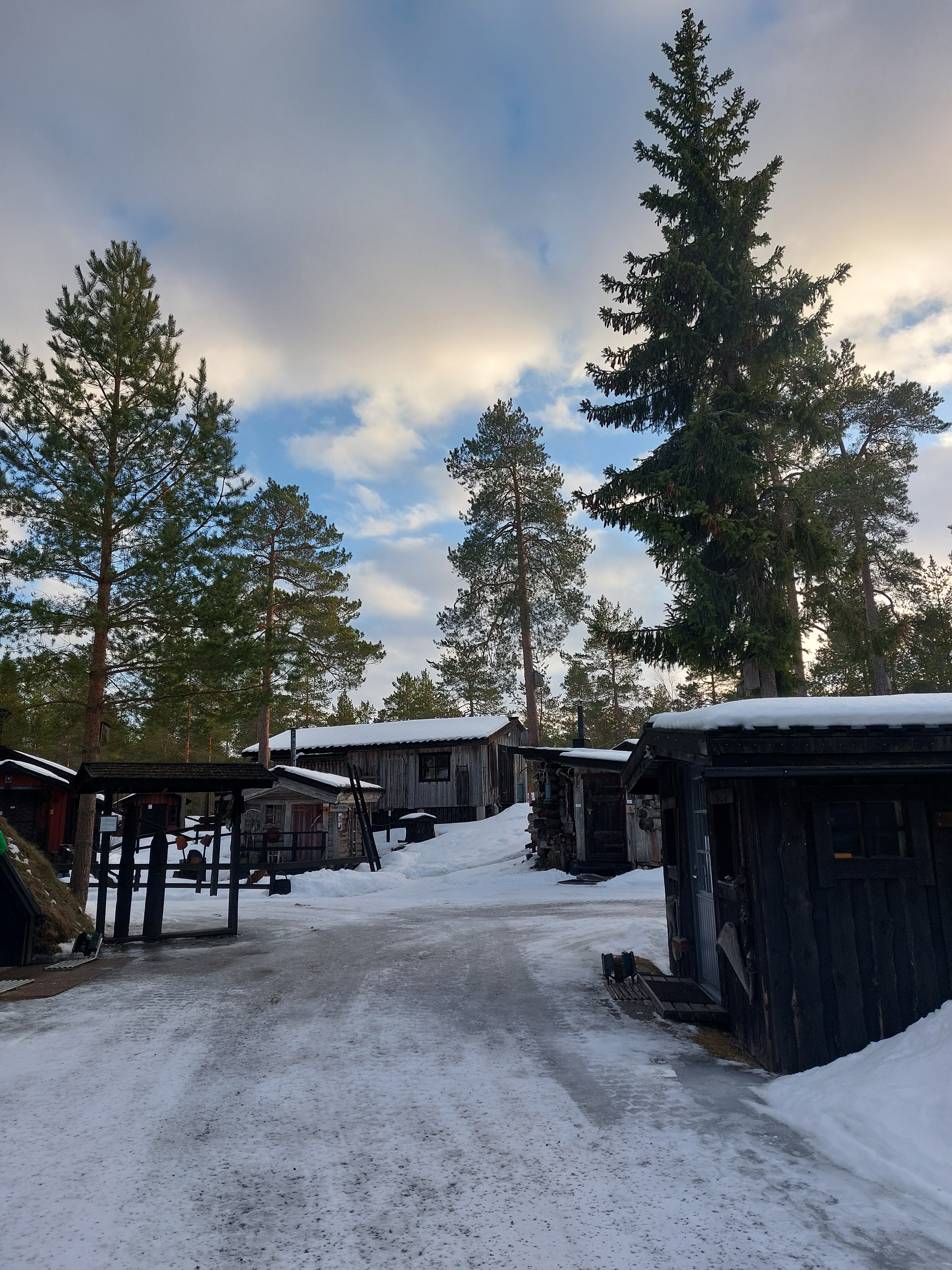
Nanoq im März 2023

Das arktische Freilichtmuseum Nanoq (im Inuit für Eisbär) liegt in Jakobstad, Finnland. Es ist ein Museum mit Ausstellungen zur Polarregion mit dem Schwerpunkt Grönland.
Das Museum besitzt eine Ausstellung zu verschiedenen Expeditionen, z. B. eine Replik der Gasballon-Gondel der tragischen Expedition Salomon August Andrées, Material zur 1773 gestarteten Expedition Constantine Phipps, 2. Baron Mulgrave nach Spitzbergen, aber auch Dokumente zu den Polarforschern Fridtjof Nansen und Roald Amundsen. Weitere Ausstellungsstücke sind Jagd- und Fischereiausrüstungen vom 17. Jahrhundert bis heute sowie Kunstwerke der Inuit, insbesondere Specksteinplastiken und Gemälde.
Im Freigelände finden sich 18 für die Polarregion typische Gebäude. Unter anderem ein Torfhaus, eine Jagdhütte aus Spitzbergen, ein Goldgräberlager aus Lappland, eine Rauchsauna, ein Kommandeursbunker, eine Kirche und diverse Schuppen und Unterstände.